# Linea 11 (metropolitana di Shanghai)
La linea 11 della metropolitana di Shanghai è una linea del sistema metropolitano di Shanghai, in Cina. Si estende per più di 82,4 km ed è servita da 38 stazioni.

## Storia
La 1ª tratta della Linea 11, che va da Jiading North a Jiangsu Road, ha aperto il 31 dicembre 2009. Una diramazione da Anting aperta il 29 marzo 2010.
La 2ª tratta va da Jiangsu Road to Luoshan Road. È stata aperta il 31 agosto 2013.
La 3ª tratta scollega Luoshan Road e la Disney Resort . Questa sezione è 9,4 chilometri (5,8 miglia) di lunghezza con 3 stazioni. Tutte le nuove stazioni ad eccezione della stazione Disney resort hanno aperto il 19 dicembre 2015. La Disney Resort ha iniziato il funzionamento di collaudo il 26 aprile 2016.

## Caratteristiche
La linea è costituita da un ramo principale denominato ramo A che va da Jiading North a Jiangsu Road e da un ramo B che parte da Anting e si riunisce al resto della linea a Jiading per poi percorrere un tratto comune.

## Stazioni

La mappa della linea

| Linea fermate | Linea fermate | Stazione                 | Stazione     | Interscambi | Distanza (in km) | Distanza (in km) | Città/Distretto |
| Linea fermate | Linea fermate | Inglese                  | Cinese       | Interscambi | Distanza (in km) | Distanza (in km) | Città/Distretto |
| ------------- | ------------- | ------------------------ | ------------ | ----------- | ---------------- | ---------------- | --------------- |
|               |               |                          |              |             |                  |                  |                 |
| ●             | ●             | Disney Resort            | 迪士尼       |             | 0,00             | 0,00             | Pudong          |
| ●             | ●             | Kangxin Highway          | 康新公路     |             | 5,08             | 5,08             | Pudong          |
| ●             | ●             | Xiuyan Road              | 秀沿路       |             | 2,32             | 7,40             | Pudong          |
| ●             | ●             | Luoshan Road             | 罗山路       | 16          | 1,78             | 9,18             | Pudong          |
| ●             | ●             | Yuqiao                   | 御桥         |             | 2,51             | 11,69            | Pudong          |
| ｜            | ｜            | Yanyu Road               | 严御路       |             | 1,73             | 13,42            | Pudong          |
| ●             | ●             | Pusan Road               | 浦三路       |             | 1,46             | 14,88            | Pudong          |
| ●             | ●             | East Sanlin              | 三林东       |             | 1,58             | 16,46            | Pudong          |
| ●             | ●             | Sanlin                   | 三林         |             | 1,21             | 17,67            | Pudong          |
| ●             | ●             | Oriental Sports Center   | 东方体育中心 | 6, 8        | 3,13             | 20,8             | Pudong          |
| ●             | ●             | Longyao Road             | 龙耀路       |             | 2,14             | 22,94            | Xuhui           |
| ●             | ●             | Yunjin Road              | 云锦路       |             | 0,76             | 23,70            | Xuhui           |
| ●             | ●             | Longhua                  | 龙华         | 12          | 1,01             | 24,71            | Xuhui           |
| ●             | ●             | Shanghai Swimming Center | 上海游泳馆   |             | 1,39             | 26,10            | Xuhui           |
| ●             | ●             | Xujiahui                 | 徐家汇       | 1, 9        | 1,85             | 27,95            | Xuhui           |
| ●             | ●             | Jiaotong University      | 交通大学     | 10          | 0,88             | 28,83            | Changning       |
| ●             | ●             | Jiangsu Road             | 江苏路       | 2           | 2,08             | 30,91            | Changning       |
| ●             | ●             | Longde Road              | 隆德路       | 13          | 1,35             | 32,26            | Putuo           |
| ●             | ●             | Caoyang Road             | 曹杨路       | 3, 4        | 0,98             | 33,24            | Putuo           |
| ●             | ●             | Fengqiao Road            | 枫桥路       |             | 0,81             | 34,05            | Putuo           |
| ●             | ●             | Zhenru                   | 真如         |             | 1,05             | 35,10            | Putuo           |
| ●             | ●             | Shanghai West            | 上海西站     |             | 1,35             | 36,45            | Putuo           |
| ●             | ●             | Liziyuan                 | 李子园       |             | 1,45             | 37,90            | Putuo           |
| ●             | ●             | Qilianshan Road          | 祁连山路     |             | 1,35             | 39,25            | Putuo           |
| ●             | ●             | Wuwei Road               | 武威路       |             | 1,32             | 40,57            | Putuo           |
| ●             | ●             | Taopu Xincun             | 桃浦新村     |             | 1,59             | 42,16            | Putuo           |
| ●             | ●             | Nanxiang                 | 南翔         |             | 3,13             | 45,29            | Jiading         |
| ｜            | ｜            | Chenxiang Road           | 陈翔路       |             | 2,36             | 47,65            | Jiading         |
| ●             | ●             | Malu                     | 马陆         |             | 3,40             | 51,05            | Jiading         |
| ●             | ●             | Jiading Xincheng         | 嘉定新城     |             | 2,90             | 53,95            | Jiading         |
| ●             | ｜            | Baiyin Road              | 白银路       |             | 1,89             | 55,84            | Jiading         |
| ●             | ｜            | West Jiading             | 嘉定西       |             | 3,29             | 59,13            | Jiading         |
| ●             | ｜            | North Jiading            | 嘉定北       |             | 1,94             | 61,07            | Jiading         |
|               |               |                          |              |             |                  |                  |                 |
|               | ●             | Shanghai Circuit         | 上海赛车场   |             | 3,15             | 64,22            | Jiading         |
|               | ●             | East Changji Road        | 昌吉东路     |             | 5,27             | 69,49            | Jiading         |
|               | ●             | Shanghai Automobile City | 上海汽车城   |             | 2,25             | 71,74            | Jiading         |
|               | ●             | Anting                   | 安亭         |             | 1,84             | 73,58            | Jiading         |
|               | ●             | Zhaofeng Road            | 兆丰路       |             | 1,12             | 74,70            | Kunshan         |
|               | ●             | Guangming Road           | 光明路       |             | 3,29             | 77,99            | Kunshan         |
|               | ●             | Huaqiao                  | 花桥         |             | 1,27             | 79,26            | Kunshan         |
|               |               |                          |              |             |                  |                  |                 |